# Slot

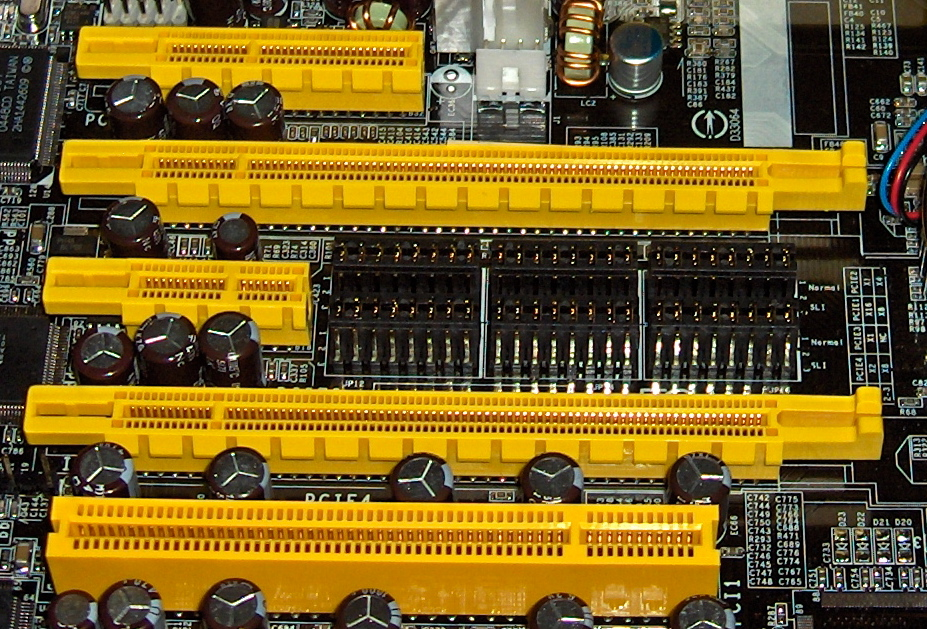
Gniazda typu Slot na płycie głównej.
Od góry: PCI Express x4, x16, x1, x16 i u dołu PCI)

Slot (z ang. szczelina) – określenie miejsca na płycie głównej komputera, do którego wsuwa się urządzenie w postaci karty rozszerzeń (np. kartę graficzną, sieciową, muzyczną itp.). Nie jest to jednak określenie stosowane do jednego rodzaju urządzeń, ale jest ono bardziej ogólne. Może się odnosić do kolejnych gniazd PCI – slot 1, 2, 3 lub np. do kolejnych gniazd na moduły RAM. Zazwyczaj płyty główne typowych komputerów PC posiadają od 4 do 6 slotów na różne karty (urządzenia) i od 2 do 4 slotów na moduły RAM. Ponadto płyty główne przeznaczone dla procesorów Intel Pentium II, niektórych Pentium III oraz Celeronów, a także wczesnych procesorów AMD Athlon, wyposażone były w gniazdo procesora w postaci slotu (odpowiednio Slot 1 i Slot A, które pomimo korzystania z identycznych złączy, nie były ze sobą kompatybilne).